# Ero goeldii
Ero goeldii är en spindelart som beskrevs av Eugen von Keyserling 1891. Ero goeldii ingår i släktet Ero och familjen kaparspindlar. Inga underarter finns listade i Catalogue of Life.